# 莫维珠单抗
莫维珠单抗（INN：Motavizumab，商品名Numax），或译作莫维组单抗、莫他珠单抗等，是一种人源化单克隆抗体。 MedImmune（现为阿斯利康子公司）正在研究它用于预防高危婴儿呼吸道合胞病毒感染。截至2009年9月，该药物正在进行II期和III期临床试验。
2010年6月，美国食品和药物管理局（FDA）抗病毒药物咨询委员会以14比3的决定拒绝批准MedImmune的莫维珠单抗许可请求。该小组成员列举了数个做出该决定的原因，许多人担心与已经可用的单克隆抗体帕利珠单抗相比，“我们没有看到该产品在疗效方面有优势的证据”。
2010年12月，阿斯利康在一份股票市场声明中表示，在停止莫维珠单抗的一项关键开发计划后，它将减记4.45亿美元。该公司表示将不再开发用于预防呼吸道合胞病毒的莫维珠单抗，并因此撤回向FDA提交的许可申请。该公司补充说，将继续开发莫维珠单抗用于呼吸道合胞病毒的其他治疗。